# (36693) 2000 RT14
2000 RT14 (asteroide 36693) é um asteroide da cintura principal. Possui uma excentricidade de 0.16248990 e uma inclinação de 8.67919º.
Este asteroide foi descoberto no dia 1 de setembro de 2000 por LINEAR em Socorro.